# 拉塞爾 (阿肯色州)
拉塞爾（英語：Russell）是一個位於美國阿肯色州懷特縣的城鎮。

## 地理
拉塞爾的座標為35°21′46″N 91°30′35″W / 35.36278°N 91.50972°W，而該地的平均海拔高度為71米（即233英尺）。

## 人口
根據2020年美國人口普查的數據，拉塞爾的面積為0.54平方千米，皆為陸地。當地共有人口184人，而人口密度為每平方千米340人。